# Bhairamadgi, Afzalpur
Bhairamadgi là một làng thuộc tehsil Afzalpur, huyện Gulbarga, bang Karnataka, Ấn Độ.